# Edifici d'apartaments Puig-Porret
L'edifici d'apartaments Puig-Porret és una obra de les darreres tendències arquitectòniques de Vic (Osona) inclosa a l'Inventari del Patrimoni Arquitectònic de Catalunya.

## Descripció
L'edifici Puig-Porret s'emplaça en un solar de grans dimensions que dona a un dels carrers més importants de la ciutat. La profunditat edificable i l'amplada del solar projecten un edifici de planta baixa i cinc pisos en alineació de façana, amb quatre habitatges per planta repartits en dues escales. Els dormitoris estan ubicats a la façana de carrer, mentre que les sales d'estar, les cuines i els menjadors queden a la banda posterior. Cada habitatge disposa d'una tribuna octagonal que permet incrementar Ia superfície d'assolellament d'aquesta façana. A la part interior del solar hi ha un segon cos, més baix, de planta baixa, ocupat per habitatges dúplex. Des del carrer s'accedeix directament al pati que queda entre totes dues edificacions.

## Història
L'edifici és interessant per la composició de les façanes i per la configuració volumètrica. La seva particularitat s'ha de situar en el context de l'arquitectura dels habitatges col·lectius a la ciutat de Vic. Manel Anglada és l'autor d'alguns dels edificis d'habitatges més interessants construïts al centre de Vic durant els anys setanta. En la seva prolífica producció, va desenvolupar gairebé totes les tipologies d'edificis i va introduir una renovació formal a l'arquitectura de la comarca d'Osona.